# 兴隆镇 (双辽市)
兴隆镇，是中华人民共和国吉林省四平市双辽市下辖的一个乡镇级行政单位。

## 行政区划
兴隆镇下辖以下地区：
耕耘村、常熟村、乐利村、大有村、连庆村、连珠村、连丰村、兴隆村、义勇村和庆丰村。